# Euro Floorball Tour 2014 (Männer)
Die EFT 2014 der Männer wurde im April und November 2014 in Česká Lípa bzw. Hämeenlinna ausgetragen.

## April – Česká Lípa
Die April-Ausgabe der Euro Floorball Tour 2014 wurde zwischen dem 25. und 27. April in Česká Lípa ausgetragen. Gespielt wurde im Eishockeystadion der Ortschaft.

### Spiele
| Datum      | Uhrzeit | Mannschaften          | Resultat  |
| ---------- | ------- | --------------------- | --------- |
| 25.04.2014 | 16:00   | Finnland – Schweiz    | 3-1       |
| 25.04.2014 | 19:00   | Tschechien – Schweden | 6-5       |
| 26.04.2014 | 14:00   | Schweiz – Schweden    | 2-9       |
| 26.04.2014 | 17:25   | Tschechien – Finnland | 3-2 n. P. |
| 27.04.2014 | 12:00   | Schweden – Finnland   | 2-7       |
| 27.04.2014 | 15:50   | Tschechien – Schweiz  | 8-7       |

### Tabelle
| Rang | Mannschaft | Spiele | Siege | Niederlagen | T     | P |
| ---- | ---------- | ------ | ----- | ----------- | ----- | - |
| 1.   | Tschechien | 3      | 3     | 0           | 17-14 | 8 |
| 2.   | Finnland   | 3      | 2     | 1           | 12-6  | 7 |
| 3.   | Schweden   | 3      | 1     | 2           | 16-15 | 3 |
| 4.   | Schweiz    | 3      | 0     | 3           | 10-20 | 0 |

### Skorer
| Rang | Spieler           | Mannschaft | Spiele | Tore | Assist | Punkte | Strafminuten |
| ---- | ----------------- | ---------- | ------ | ---- | ------ | ------ | ------------ |
| 1.   | Matthias Hofbauer | Schweiz    | 3      | 4    | 2      | 6      | 2            |
| 2.   | Jami Manninen     | Finnland   | 3      | 3    | 3      | 6      | 0            |
| 3.   | Jiri Curney       | Tschechien | 3      | 3    | 1      | 4      | 0            |
| 4.   | Matej Jendrisak   | Tschechien | 3      | 3    | 1      | 4      | 0            |
| 5.   | Ondrej Mikes      | Tschechien | 3      | 1    | 3      | 4      | 0            |
| 6.   | Tomas Sladky      | Tschechien | 3      | 1    | 3      | 4      | 0            |
| 7.   | Joakim Olsson     | Schweden   | 3      | 3    | 0      | 3      | 0            |
| 8.   | Tadeas Chroust    | Tschechien | 3      | 3    | 0      | 3      | 0            |
| 9.   | Mika Moilanen     | Finnland   | 3      | 3    | 0      | 3      | 2            |
| 10.  | Johan Samuelsson  | Schweden   | 3      | 2    | 1      | 3      | 0            |

### Goaliestatistiken
| Rang | Spieler          | Mannschaft | Spiele | Saves | Gegentore | %     |
| ---- | ---------------- | ---------- | ------ | ----- | --------- | ----- |
| 1.   | Tomi Ikonen      | Finnland   | 3      | 25    | 3         | 89.28 |
| 2.   | Patrik Aman      | Schweden   | 3      | 12    | 2         | 85.71 |
| 3.   | Jarno Ihme       | Finnland   | 3      | 12    | 2         | 85.71 |
| 4.   | Tomas Kafka      | Tschechien | 3      | 24    | 6         | 80.00 |
| 5.   | David Rytych     | Tschechien | 3      | 27    | 8         | 77.14 |
| 6.   | Martin Hitz      | Schweiz    | 3      | 36    | 13        | 73.46 |
| 7.   | Viktor Klintsten | Schweden   | 3      | 26    | 13        | 66.66 |
| 8.   | Pascal Meier     | Schweiz    | 3      | 10    | 7         | 58.82 |

## November – Hämeenlinna
Die November-Ausgabe der Euro Floorball Tour 2014 wurde zwischen dem 31. Oktober und dem 2. November in Hämeenlinna ausgetragen.

### Spiele
| Datum      | Uhrzeit | Mannschaften          | Resultat |
| ---------- | ------- | --------------------- | -------- |
| 31.10.2014 | 13:00   | Schweden – Schweiz    | 6-2      |
| 31.10.2014 | 19:00   | Tschechien – Finnland | 6-9      |
| 01.11.2014 | 15:59   | Schweden – Tschechien | 7-2      |
| 01.11.2014 | 19:01   | Finnland – Schweiz    | 8-3      |
| 02.11.2014 | 12:30   | Schweiz – Tschechien  | 0-5      |
| 02.11.2014 | 18:30   | Finnland – Schweden   | 2-4      |

### Tabelle
| Rang | Mannschaft | Spiele | Siege | Niederlagen | T     | P |
| ---- | ---------- | ------ | ----- | ----------- | ----- | - |
| 1.   | Schweden   | 3      | 3     | 0           | 17-6  | 9 |
| 2.   | Finnland   | 3      | 2     | 1           | 19-13 | 6 |
| 3.   | Tschechien | 3      | 1     | 2           | 13-16 | 3 |
| 4.   | Schweiz    | 3      | 0     | 3           | 5-19  | 0 |

### Skorer
| Rang | Spieler                     | Mannschaft | Spiele | Tore | Assist | Punkte | Strafminuten |
| ---- | --------------------------- | ---------- | ------ | ---- | ------ | ------ | ------------ |
| 1.   | Mika Moilanen               | Finnland   | 2      | 3    | 2      | 5      | 0            |
| 2.   | Jani Kukkola                | Finnland   | 2      | 3    | 1      | 4      | 0            |
| 3.   | Alexander Galante Carlstrom | Schweden   | 3      | 3    | 1      | 4      | 0            |
| 4.   | Lauri Kapanen               | Finnland   | 3      | 3    | 1      | 4      | 5            |
| 5.   | Henrik Stenberg             | Schweden   | 3      | 2    | 2      | 4      | 0            |
| 6.   | Nico Scalvinoni             | Schweiz    | 3      | 3    | 0      | 3      | 0            |
| 7.   | Tero Tiitu                  | Finnland   | 3      | 3    | 0      | 3      | 4            |
| 8.   | Kim Nilsson                 | Schweden   | 3      | 2    | 1      | 3      | 0            |
| 9.   | Milan Tomasik               | Tschechien | 3      | 2    | 1      | 3      | 2            |
| 10.  | Robin Nilsberth             | Schweden   | 3      | 2    | 1      | 3      | 4            |

### Goaliestatistiken
| Rang | Spieler      | Mannschaft | Spiele | Saves | Gegentore | %      |
| ---- | ------------ | ---------- | ------ | ----- | --------- | ------ |
| 1.   | Simon Stucki | Schweiz    | 3      | 2     | 0         | 100.00 |
| 2.   | Patrik Aman  | Schweden   | 3      | 19    | 2         | 90.47  |
| 3.   | Johan Rehn   | Schweden   | 3      | 22    | 4         | 84.61  |
| 4.   | David Rytych | Tschechien | 3      | 39    | 9         | 81.25  |
| 5.   | Eero Kosonen | Finnland   | 3      | 14    | 4         | 77.77  |
| 6.   | Tomi Ikonen  | Finnland   | 3      | 31    | 9         | 77.50  |
| 7.   | Pascal Meier | Schweiz    | 3      | 40    | 13        | 75.47  |
| 8.   | Jan Barak    | Tschechien | 3      | 20    | 7         | 74.07  |
| 9.   | Martin Hitz  | Schweiz    | 3      | 9     | 5         | 64.28  |